# Криворожская улица (Киев)
Криворожская улица — улица в Голосеевском районе города Киева в исторической местности Демиевка.

## История
Сформировалась в 1910-х годах. Сначала называлась (6-й) Андреевский переулок. Современное название с 1955 года. До середины 1970-х годов простиралась от Васильковской улицы — укорочена в связи со сносом старой застройки.

## Характеристика
Пролегает от Демеевской улицы до Казацкой улицы.
Присоединяются Васильковский переулок и Гатная улица.